# Bouée
Pour les articles homonymes, voir Bouée (homonymie).
Pour l’article ayant un titre homophone, voir Boué.

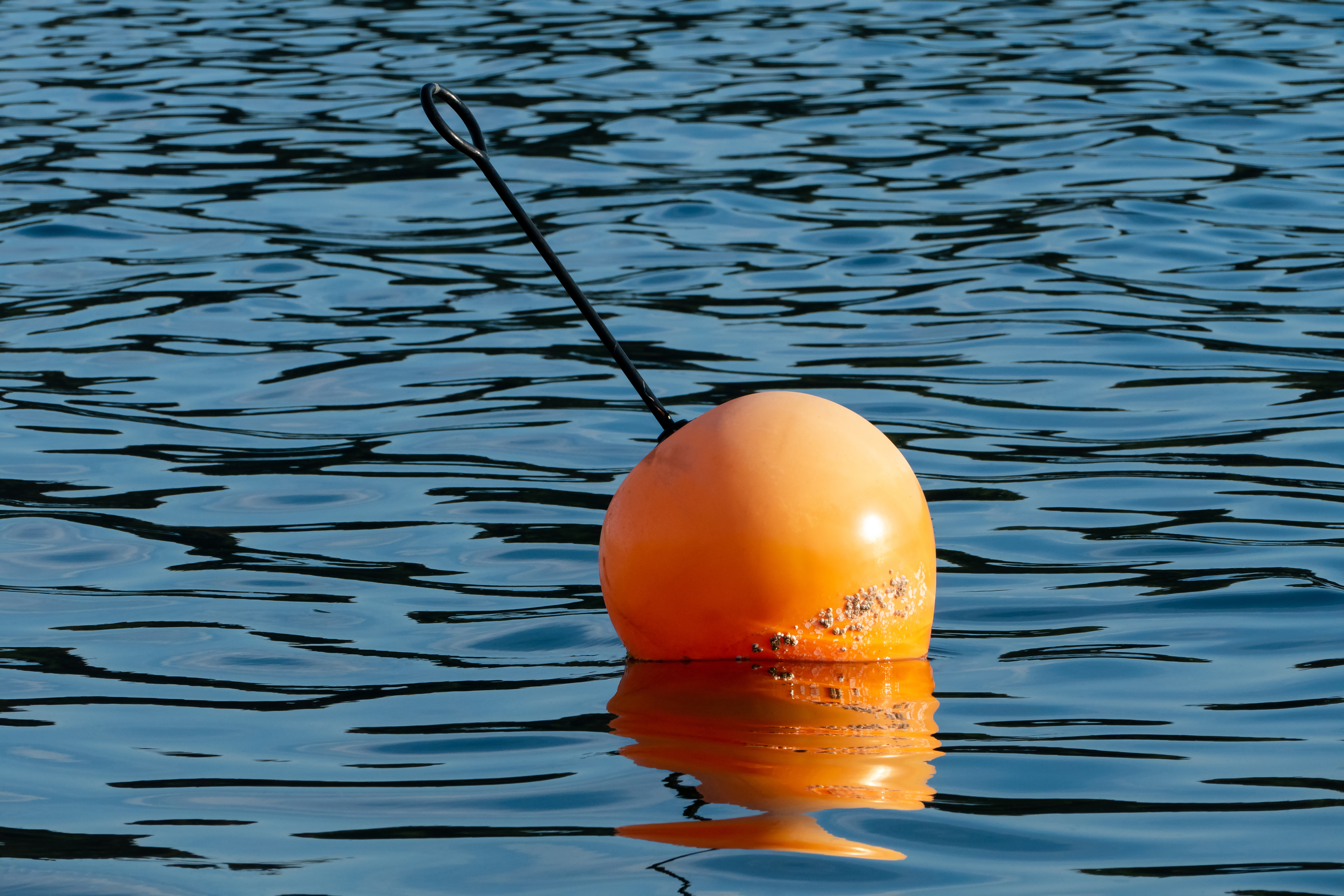
Bouée orange, à Lysekil, Suède (2018).

Une bouée est un dispositif flottant sur l'eau, moins dense que celle-ci (souvent creux et généralement gonflé d'air ou d'un gaz neutre, ou encore rempli d'une matière solide telle que la mousse hydrophobe de polystyrène afin d'empêcher le contenant de se remplir d'eau ou de se dégonfler, perdant ainsi son efficacité en cas de crevaison ou de fuite après un choc). La flottaison est obtenue suivant le principe de la poussée d'Archimède, car sa masse est inférieure à celle de son volume équivalent en liquide.

## Historique
L'utilisation de bouée en peau d'animaux est attestée dès l'antiquité notamment par les Assyriens. Ci-dessous, images datant de 1555 :

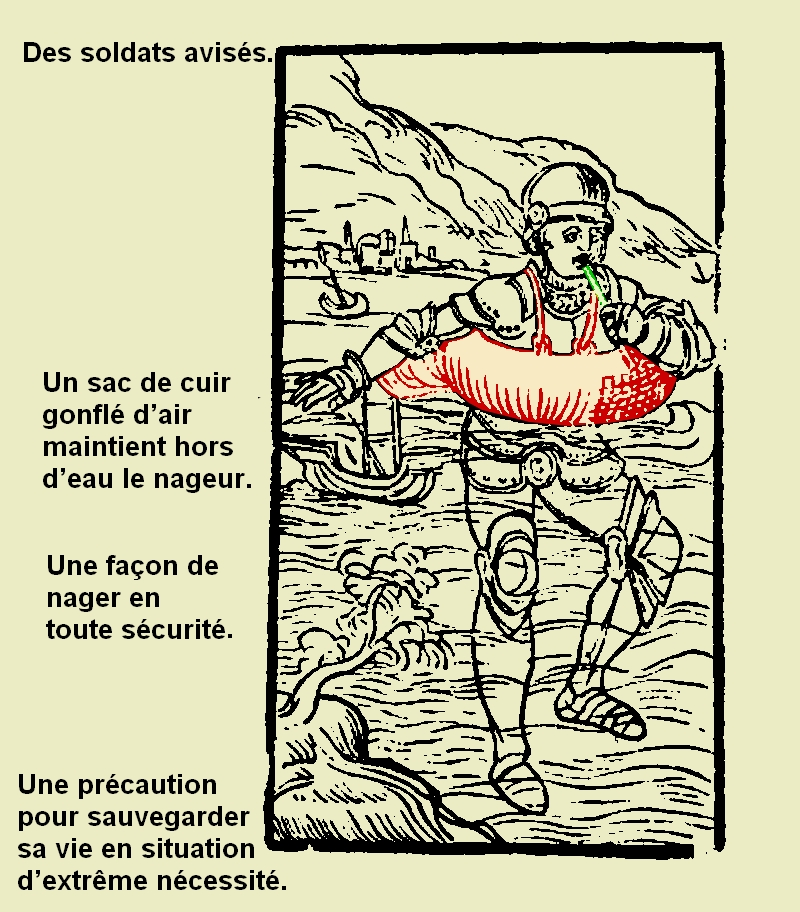
Bouée pour soldat en armure, par Olaus Magnus
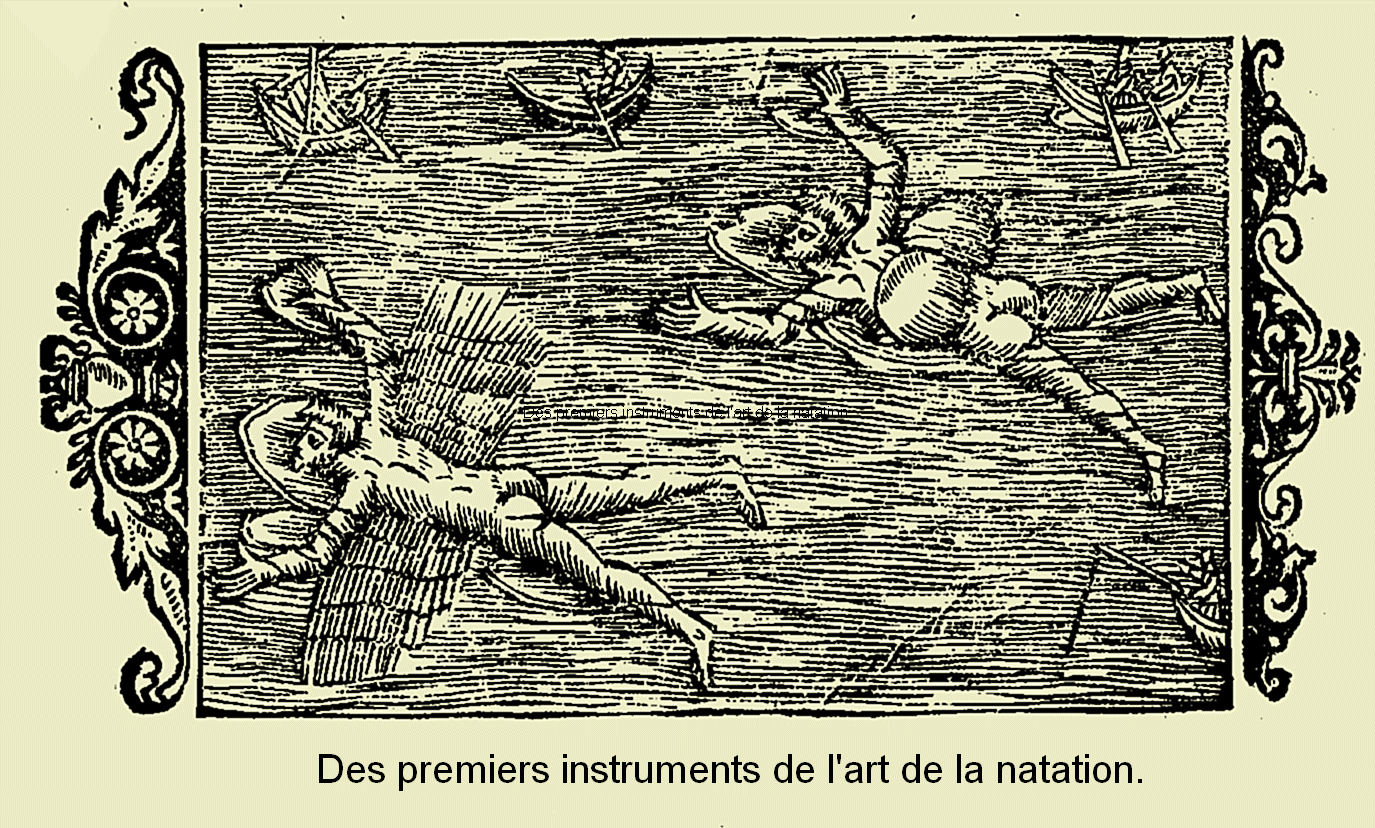
Bouées et roseaux pour mieux flotter.

## Utilisation
Il existe plusieurs types de bouées suivant les usages :

### Bouées utilitaires

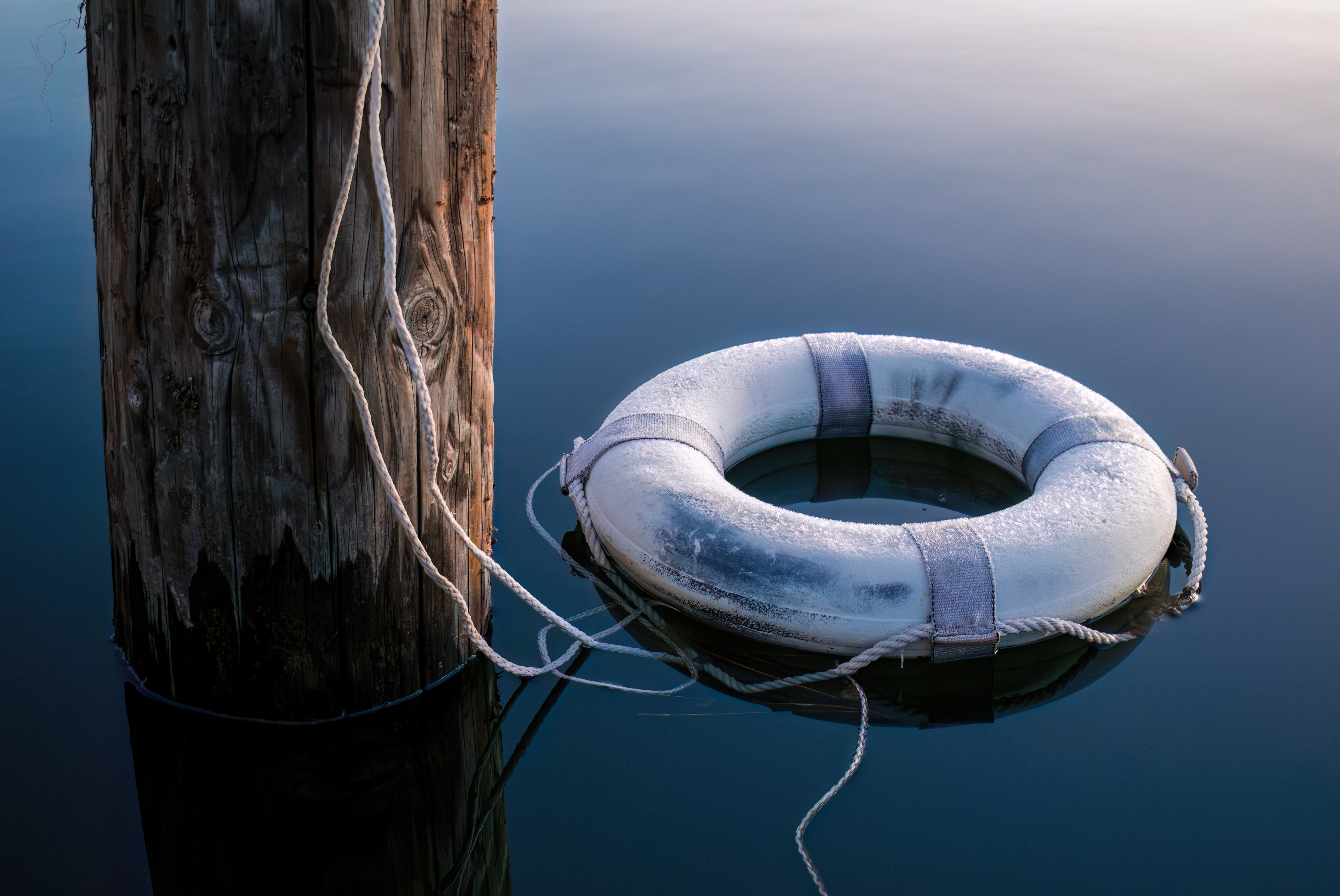
Bouée de sauvetage attachée à un duc-d'Albe, sur le lac Siskiyou dans le nord de la Californie.

- Bouée de sauvetage attachée à un duc-d'Albe, sur le lac Siskiyou dans le nord de la Californie.Bouée de sauvetage, généralement en forme d'anneau ou de boudin gonflé, sert à la sécurité en mer. En fonction de sa taille, elle peut permettre d'aider à maintenir le poids d'une personne complètement à flot, et éviter la noyade, ou bien l'aider à se maintenir à flot et limiter la fatigue de la nage (bouée couronne) ;
- Bouée de signalisation maritime, utilisée en mer, sur un cours d'eau, un lac ou un bassin. Elle sert à signaler la présence d'un plongeur ou chasseur sous-marin, à marquer un parcours ou chenal obligatoire, dangereux ou interdit à la navigation pour certaines catégories d'engins flottants ou pour la nage ou bien à indiquer le côté de contournement d'un obstacle pour les bateaux et canots sportifs. Suivant l'endroit où elle est utilisée, ses couleurs et dimensions varient en fonction d'un code normalisé ;
- Bouée d'amarrage, appelée aussi « corps-mort », dans un port ou un abri côtier, elle est équipée d'un anneau auquel un bateau peut s'amarrer avec une aussière. Lorsque la bouée est assez volumineuse pour les gros bateaux ou pour être partagée par plusieurs petits, elle peut s'appeler « tonne de port »[2] ;
- Bouée météorologique est équipée de systèmes permettant la mesure de paramètres météorologiques et océanographiques, ainsi que la transmission de ces données à terre par liaison radio VHF ou par satellite ;
- D'autres types peuvent servir à maintenir un matériel hors de l'eau.

### Bouée de loisirs
Celle-ci peut-être utilisée :
- Pour maintenir un baigneur en flottaison au-dessus de la mer, d'un lac ou d'une piscine ;
- En tant que bouée d'attraction, par exemple sur la voie d'eau tumultueuse d'un parc d'attractions, ou dans une gouttière de toboggan aquatique d'un parc aquatique ;
- En tant que loisir à sensations en étant tractée à grande vitesse sur l'eau derrière un bateau.

## Bouée de sauvetage selon SOLAS
Pour qu'une bouée de sauvetage soit agréée SOLAS, il faut qu'elle réponde aux critères suivants :
- Masse supérieure à 2,5 kg, pour ne pas être soufflée par le vent lors de son lancer,
- Diamètre extérieur inférieur à 80 cm et un diamètre intérieur supérieur à 40 cm,
- Fabriquée en un matériau ayant une flottabilité propre ; sont donc à exclure les bouées gonflables ou creuses,
- Munie d'une saisine de 9 mm de diamètre fixée en 4 points sur l'extérieur de la bouée,
- Comporter en majuscules le nom du navire et son port d'attache.
- Elle ne doit pas continuer à brûler après être passée dans des flammes pendant 2 secondes[3].

## Galerie

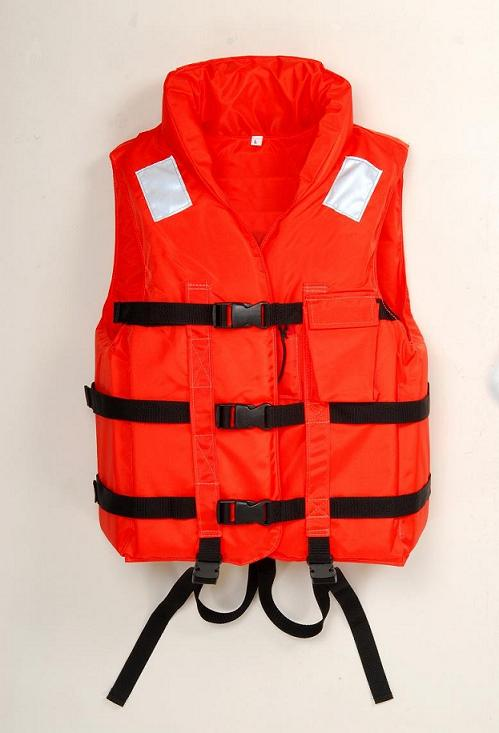
Gilet de sauvetage universel.
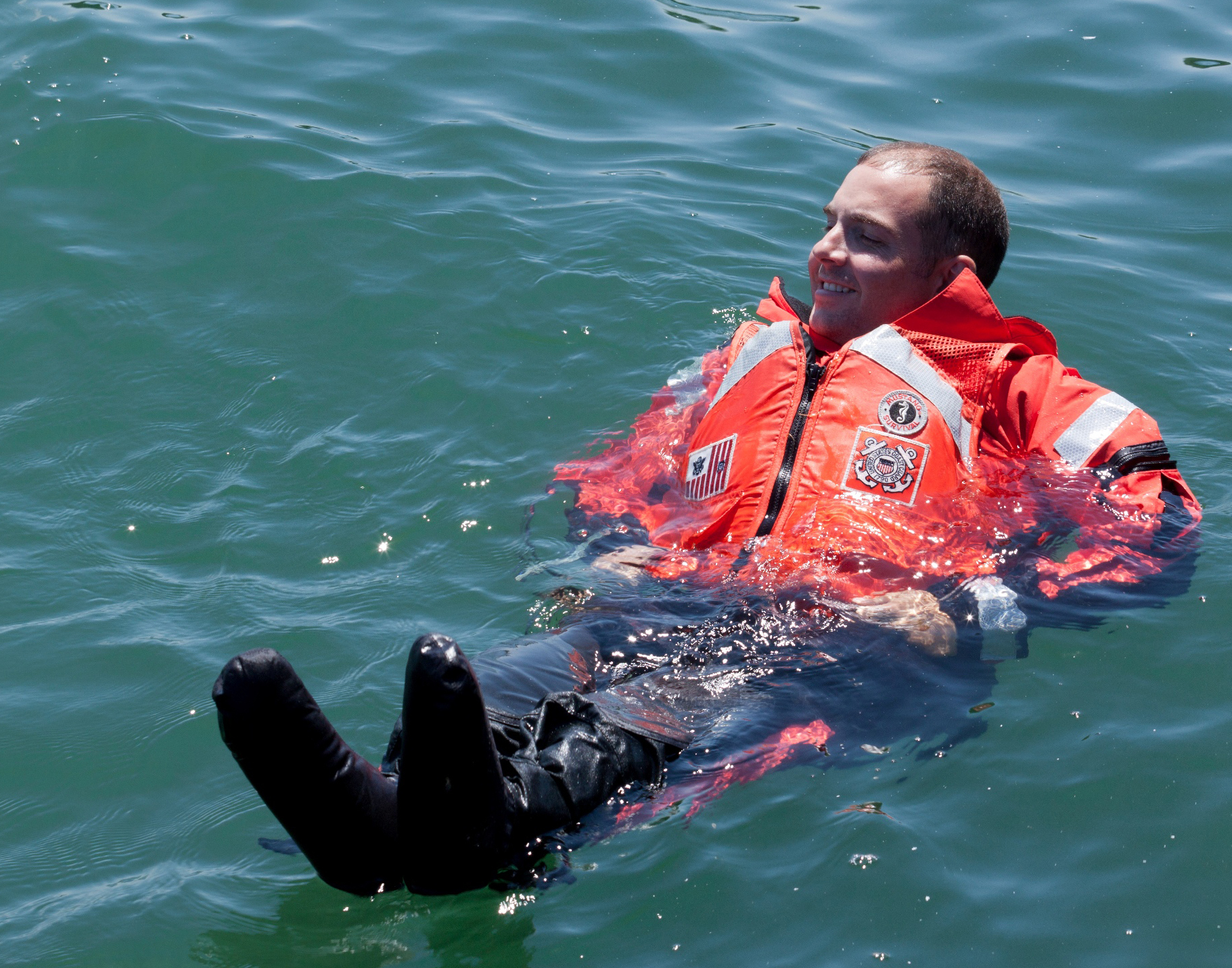
Officier des garde-côtes en exercice sur le lac Ontario.
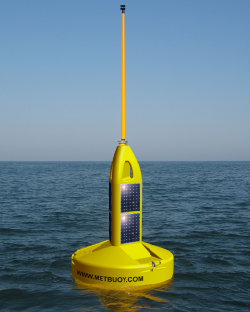
Bouée MDS de données météorologiques et océanographiques.
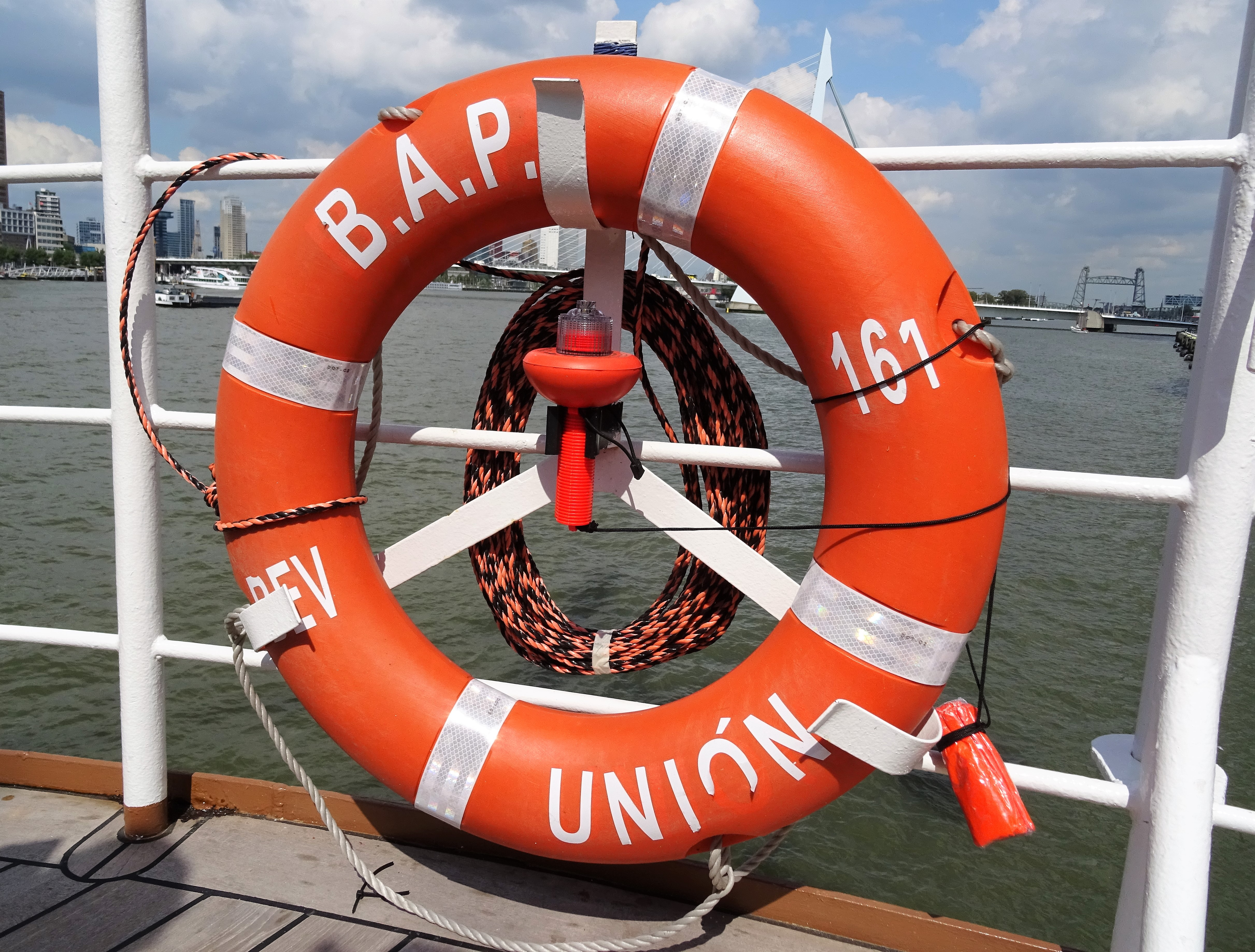
Une bouée de sauvetage de type SOLAS.
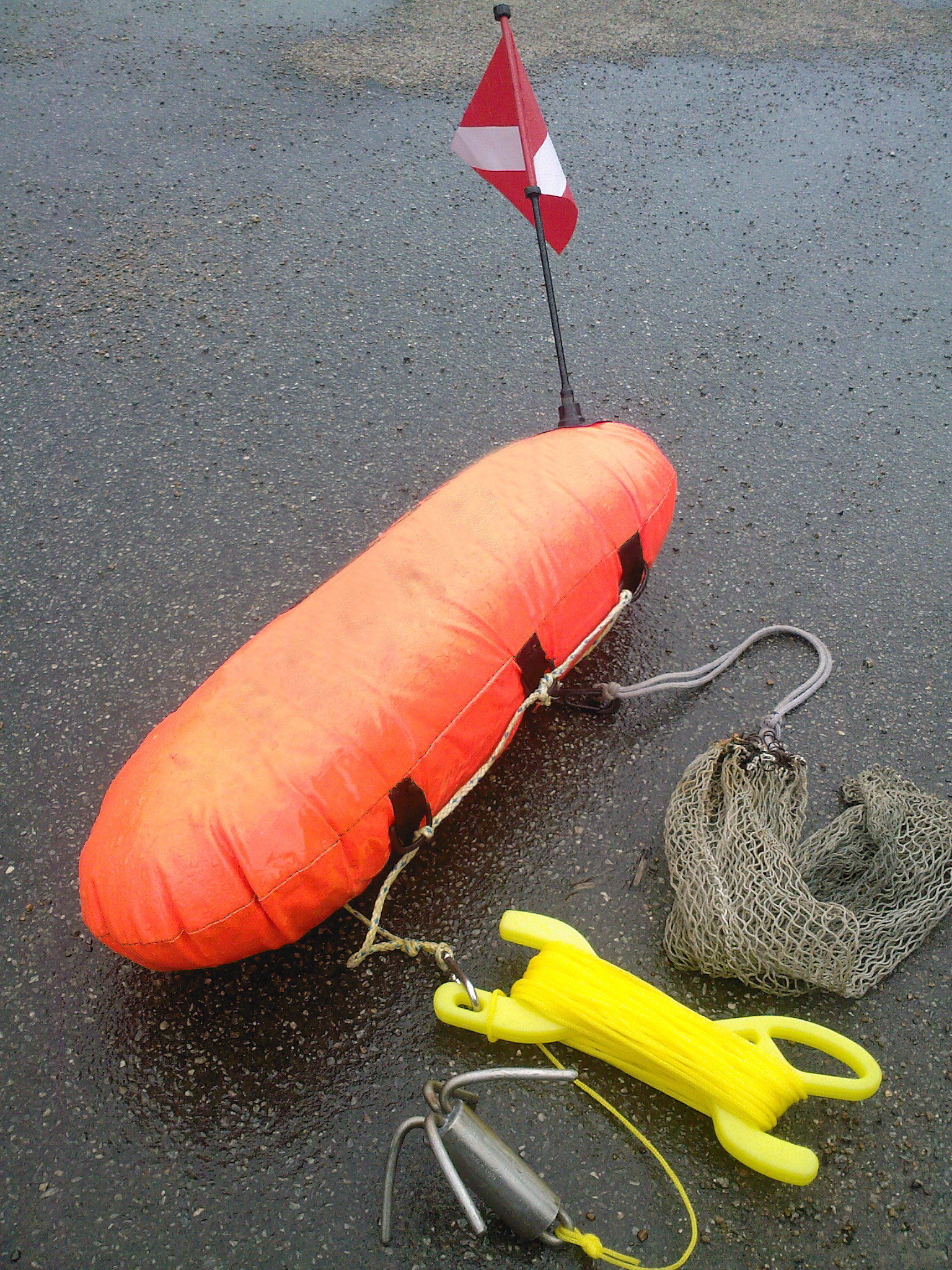
Une bouée de signalisation pour la plongée sous-marine.
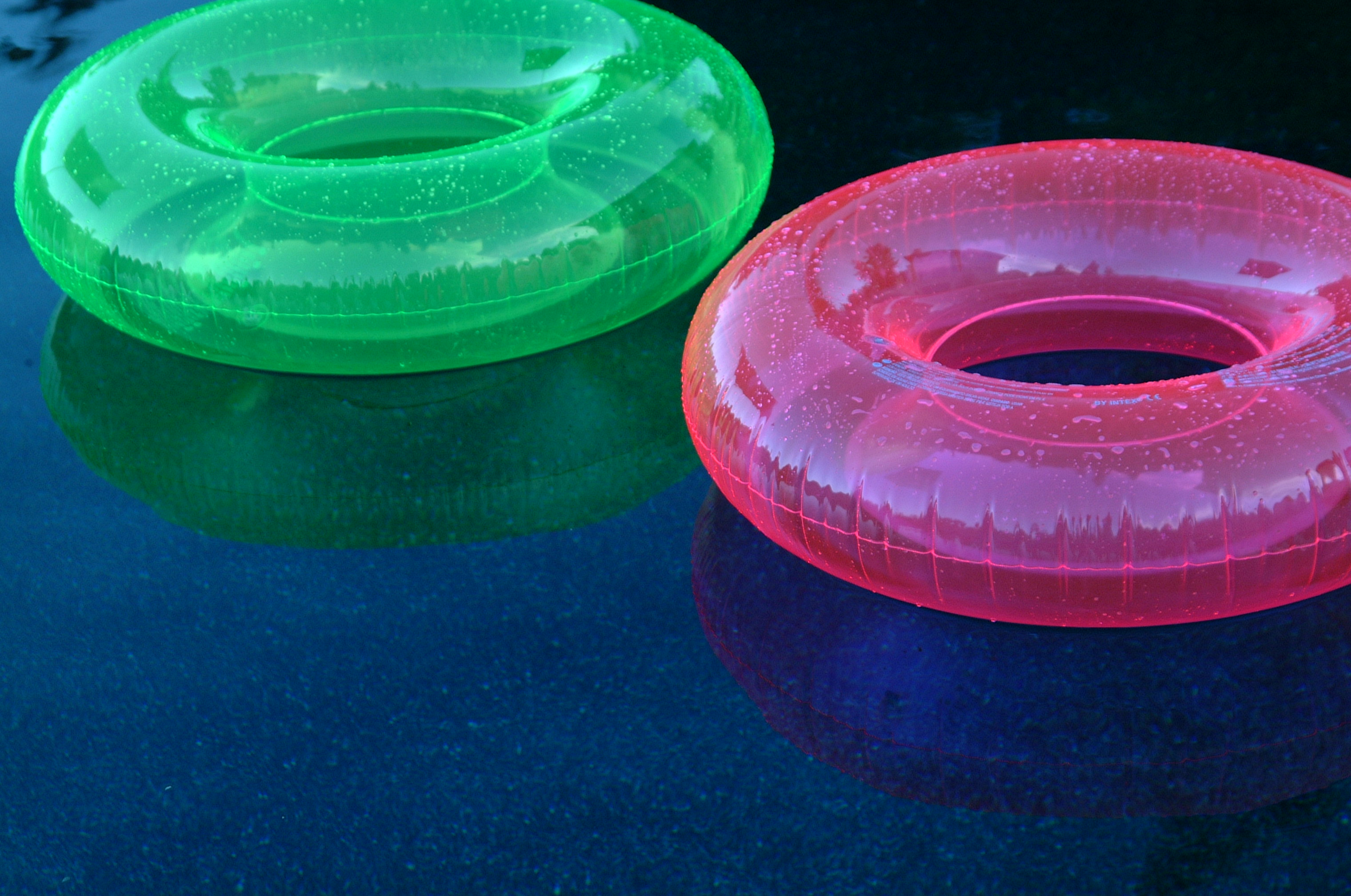
Bouées gonflables.